# Muoviti e Balla
Muoviti e Balla è il secondo singolo dell'artista veneziano Marco Furio Forieri, pubblicato il 14 maggio 2021 ed estratto dall'omonimo album.

## Descrizione
Con questo brano Forieri trascina l’ascoltatore in un viaggio fuori dal mondo terrestre, cercando di alimentare un desiderio di alienazione dovuto al particolare momento storico che stiamo vivendo a causa della Pandemia di COVID-19.
Muoviti e Balla è un brano pop-dance arricchito da una produzione elettronica e da interventi di tromba e sax, grazie al contributo di Frank Martino (chitarre e programming), Edoardo Brunello (sax) e Marcello Faggionato (tromba e flicorno).
La sua uscita segue quella del singolo Col bastone pubblicato nell'ottobre 2020.

## Tracce
Testi e musiche di Marco Forieri.
1. Muoviti e Balla – 4:20